# Шербан Кантакузин
Шербан Кантакузин (рођен 1640. — умро 29. октобар/8. новембар 1688. године) био је војвода Влашке од 1678. до 1688. године. Био је члан славне породице византијског порекла Кантакузина, син постелника Константина I Кантакузина и брат великог постелника Константина II Кантакузина. Његова мајка, Елина (Илинка), била је ћерка планинског господара војводе Радуа X Шербана Басараба (1602–1610) и Елине, из породице великих бојара Маргинени.
Као владар планинске државе и вазал Турака, учествовао је са османском војском у опсади Беча 1683. године. Међутим, преговарао је са империјалистима о преласку Влашке у хришћански табор, желећи да заузме положај заштитника хришћана на Балканском полуострву, обећавајући му ослобађање Константинопоља од Турака под вођством Хабзбурга. После његове смрти, наследио га је његов сестрић војвода Константин Бранковеану.

## Биографија
Узео је учешћа у турској кампањи која се завршила неуспехом пред Бечом 1683. године. Истовремено, преговара о ступању у рат на страни хришћана и слању своје војске у кампању Свете лиге ка Цариграду чији је циљ био протеривање Турака из Европе. На савез са хришћанима наговарао га је гроф Ђорђе Бранковић. Кантакузин је први донео кукуруз у Влашку, односно у данашњу Румунију. Током његове владавине основане су у Влашкој бројне штампарије. Шербан је наручио штампање румунског издања Библије која је позната као „Кантакузинова Библија”, објављена по први пут у Букурешту 1688. године. Његов син Ђорђе Кантакузин касније је служио као бан Олтеније. Био је ожењен Руксандром Росети. Шербан је изненада умро 1688. године. Постојале су шпекулације да су га отровали бољари.
Током његове владавине почеле су да круже бројне копије такозване Кантакузинове хронике.

### Порекло
Шербан  је био члан породице Кантакузино, породице која је дала неколико господара Влашке и Молдавије. Ова породица се тако добро асимилирала у румунским земљама, да је завршила на челу бојарске странке која се борила да ограничи утицај недавно пристиглих грчких породица. Отац Шербана Воде, велики постелник Константин I Кантакузин, оженио се Елином, ћерком војводе Радуа X Шербана Басараба, тако да су се његови синови сматрали као наследници старих „земаљских“ господара.
Према информацијама које су биле присутне само у Дел Кјару, који је касније преузео Димитрије Кантемир, Шербан је „оскврнио“ учествовао у завери против војводе Ђорђа Дуке, због чега се склонио у Цариград, где је купио власт над Влашком. Шербан је проглашен за владара 1678. године, а ушао је у Букурешт 6. јануара 1679. године.

### Владавина
Године 1683. борио се заједно са Турцима при опсади Беча, где су Турци поражени. Војвода Шербан, попут господара Молдавије и војводе Трансилваније, био је приморан да са својом малом војском прати турску војску. Хроничари тог времена кажу да су његови топови испаљивали кугле пуњене сламом, да не би наудиле опкољеним хришћанима. У близини Беча и данас постоји камени крст који је он подигао за хришћане који су тада били у турској војсци.
У периоду од 1684–1688. године, играо је генијалну дипломатску игру, покушавајући да се супротстави експанзионистичким тенденцијама Хабзбурга у Банату и Пољске у Молдавији. Предложио је Турцима да му престо дају наследно (претварањем земље у феуд), истовремено успостављајући контакте са Русијом и Венецијом.
Он је 2/12 октобра 1688. године, послао поруку у Беч, да се потчињава Хабзбуршком царству. У делегацији су били његов брат Ђорђе Кантакузино, његов зет Константин Балакеану (гвелики ага), његов синовац Рербан Кантакузино (у то време капетан; син Драгија Кантакузина) и Рербан Владеску (комесар).
Изнутра је вршио притисак на католичке вође Кампулунгуа, да их наведе да пређу у православље.
Из његове делатности у културном, економском и грађевинском пољу могу се навести следећи аспекти:
- Подржао је оснивање неколико штампарских радионица („штампарских радњи“), а под његовим покровитељством се 1688. године, појавила чувена румунска Библија из Букурешта.[7][8]
- Оснивач је манастира Котроћени.[9]
- Увео је узгој кукуруза у Влашкој, који је убрзо постао основна намирница.[10][11]
- Унео је побољшања у ток Дунава постављањем акумулације.[12]
- Отворио је мост Рербан (касније мост Беиликулуи, данас Калеа Рербан Вода), једну од првих поплочаних улица (са дрветом) у Букурешту.[12]
- Основао је крчму Шербан, највећу у Букурешту.[12]

Његове пројекте је наставио његов наследник војвода Константин Бранковеану.

### Смрт
Шербан Кантакузин је умро 29. октобра/8. новембра 1688. године. Отровали су га браћа Михај и Константин II, уз помоћ сестрића Константина Бранковеануа. Ова хипотеза се алузивно и сумњиво помиње у Дел Кјару и Јон Некулче је сматра гласином, док хроничар Раду Попеску сматра да је то извесна чињеница.

## Породица
Војвода Шербан Кантакузин је имао две жене, војвоткињу Елину Кантакузин и војвоткињу Марију Кантакузин (рођену Вакареску). Имао је неколико деце:
- Балаша, удата за Григора Власта;
- Илинка, жена Барбуа Урдареануа;
- Смаранда, удата за Григораску Балеануа;
- Ђорђе (Јордаке) Кантакузин (1673-1739), велики бан Олтеније под царством (од 1719, године);
- Касандра (1676-1713), супруга господара Молдавије кнеза Димитрија Кантемира;
- Марија, жена великог аге Константина Балаћеануа;
- Илона, жена Ивана Којина (руског бојара).

## Историографија
У старој румунској историографији, коју представља Димитрије Онкиул, А.Д. Ксенопол, Николае Банеску и Н. Јорга, Шербан Кантацузино се сматрао оснивачем Краљевске академије из Букурешта. Међутим, ова теза је касније напуштена, у светлу историјских истраживања Виктора Папакостее. Поред недостатка докумената који би то потврдили, и Шербан (новембар 1686. године) и Константин Столникул (1692. године) су се жалили на недостатак грчких учитеља за њихову децу.